# 天主教母佑會蕭明中學
天主教母佑會蕭明中學（英語：Daughters of Mary Help of Christians Siu Ming Catholic Secondary School，簡稱DMHCSMCSS或DMHCSM）是天主教聖母進教之佑孝女會於1973年在香港設立的一所女子津貼中學，位於新界葵涌葵葉街6號，為該區地區名校之一。学校以主要捐助者、香港殯儀大王蕭明命名。蕭明中學是一所以英文為主要教學語言的學校，鄰為李惠利中學。

## 校政管理
歷任校監
- 1973年至1978年：麥燕寬 修女[4]
- 鄭少薇 修女[5]
- ？至2011年：曹幸然 修女[6]
- 2011年至2019年：易婉燕 修女
- 2019年至今：謝錦芳 修女

歷任校長
- 1973年至1978年：鄭少薇 修女[7][8]
- 1978年至2002年：易婉燕 修女[9]
- 2002年至2015年：陳楊美熙 女士[10][11]
- 2015年2024：郭明英 修女[12]
- 2024年至今：梁佩珊 女士

歷任副校長
- 高淑賢 女士[13]
- 梁佩珊 女士[14]
- 尤惠萍 女士[15]

## 學校歷史
香港慈幼會於1966年因應葵涌區工業發展蓬勃而計劃辦學，以造福該區子弟。於是向政府申請撥地興建校舍。結果當時政府資助百分之八十的經費，加上商人蕭明伉儷（蕭曾鳳羣）合共捐出六十五萬元，學校校舍得以在1973年落成，並由羅理基於1975年主持校舍揭幕儀式。在學校正式遷入現址前，學生最初借用佛教善德英文中學上課，1973年12月10日開始於現址辦學。該校現時由聖母進教之佑孝女會主辦。為了表示對蕭明伉儷捐款建校，學校命名為「天主教母佑會蕭明中學」。2005年，該校與廣州市江南中學結為姊妹學校。

## 重要事件
2009年10月2日，模特兒Angelababy代言網上遊戲《Baby衫十六變》廣告，但她其中一個服裝造型是天主教母佑會蕭明中學的校服。事後該校學生在社交網站Facebook發起「捍衞蕭明校服」的群組，批評她的更換衣服遊戲令學校造成負面形象，並使人引起不良的聯想。該校亦都致電遊戲公司，要求將相片刪除。遊戲公司答允要求，又向校方道歉。及後「捍衞蕭明校服」群組也被刪除。

## 著名/傑出校友
- 甄淑賢：香港政府飛行服務隊首位女機師
- 鄭思思：有線新聞高級記者
- 梁小冰：1990年香港小姐季軍、前無綫電視藝員
- 唐紫睿：模特兒、演員
- 陳家碧：前無綫電視藝員
- 陳嘉賢：前無綫電視藝員（1978年中五）[19]
- 郭芙蓉，MH：葵青區議員、民建聯成員
- 陳洛鈞：無綫新聞及有線新聞記者及主播
- 馬錦鈴：香港跳水隊成員（2007年中五）[20]
- 馬嘉儀：香港跳水隊成員（2009年中五）[20]
- 麥麗怡：NowTV體育台節目主持

## 外部連結
- 天主教母佑會蕭明中學網站 （页面存档备份，存于）
- 天主教母佑會網站 （页面存档备份，存于）